# Basilika Nuestra Señora de la Peña

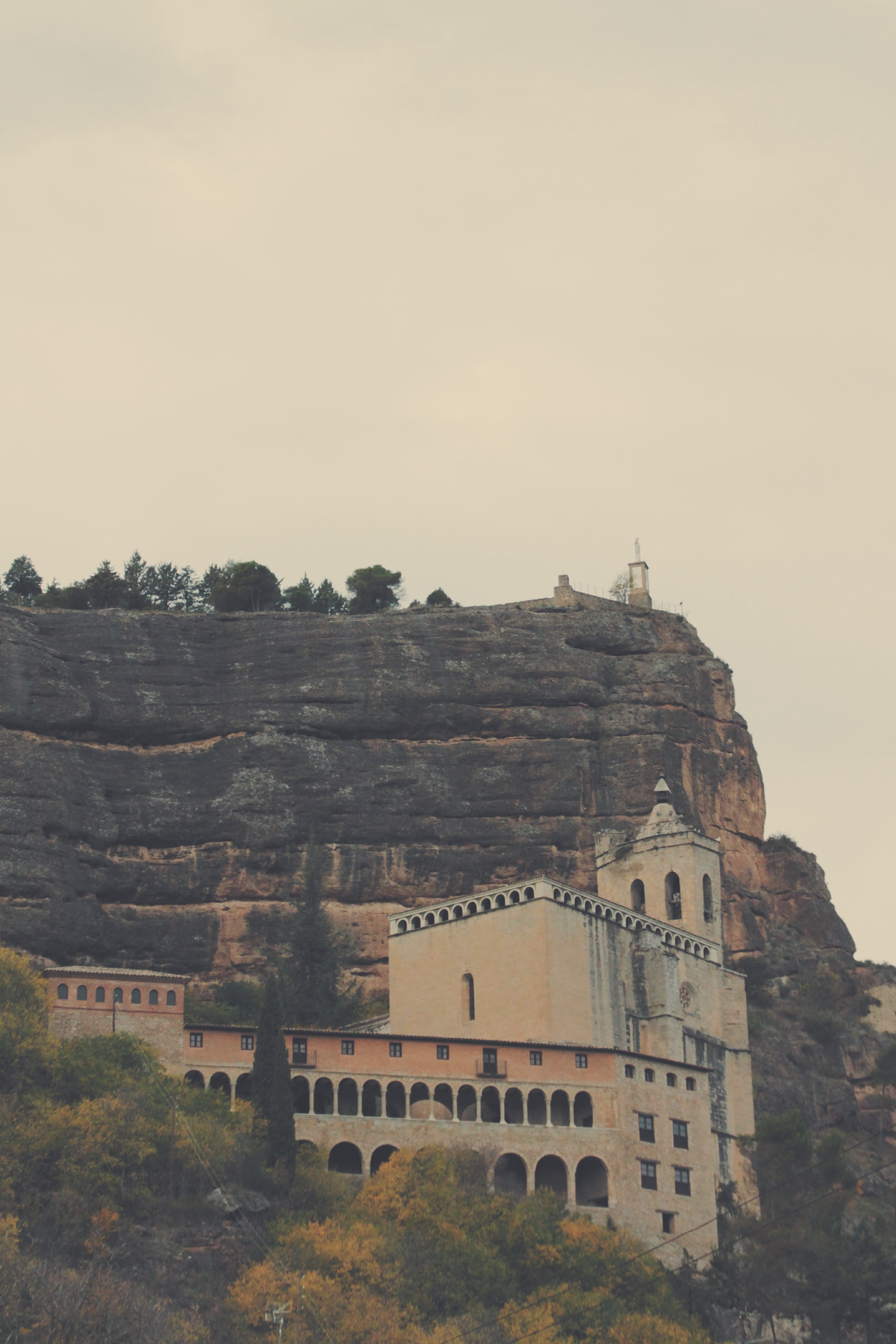
Nuestra Señora de la Peña oberhalb von Graus

Die Basilika Nuestra Señora de la Peña (deutsch Unsere Liebe Frau vom Felsen) ist eine Wallfahrtskirche oberhalb der spanischen Pyrenäengemeinde Graus in der Provinz Huesca der Autonomen Gemeinschaft Aragonien. Der heutige Kirchenkomplex wurde in der Mitte des 16. Jahrhunderts auf einem früheren romanischen Gebäude errichtet. Dieser besteht aus einer Kirche, einigen Häusern, einem Innenhof und einem Pilgerkrankenhaus mit einem Aussichtspunkt vom Kreuzgang. Die seit 1975 als Kulturdenkmal geschützte Kirche des Bistums Barbastro–Monzón erhielt als siebte spanische Kirche 1810 den Rang einer Basilica minor.

## Geschichte

### Basilika
An den Wänden der heutigen Basilika befinden sich Überreste der ursprünglichen romanischen Kirche Sancta María de Villa, die bereits in einem Dokument aus dem Jahr 1186 erwähnt wird. Diese Kirche war, wie die gesamte Stadt Graus, durch eine Schenkung des Königs Sancho I., der den Ort in der Reconquista von den Muslimen eroberte, mit dem Kloster San Victorián verbunden.

Etappen des Baus der Basilika der Virgen de la Peña: 1538–43, 1556–60 und 1585–95

Ende des 15. Jahrhunderts war die romanische Kirche reparaturbedürftig. Im Jahr 1538 beabsichtigten der Klerus und der Rat von Graus, ein neues Gebäude zu errichten, das dank der von der Lateranbasilika in Rom unternommenen Schritte den Rang einer Basilika haben sollte. Den guten Baufortschritt belegt die Jahreszahl 1543 auf der Vorderseite der Kirche. Der Bau wurde jedoch für mehrere Jahre gestoppt, wahrscheinlich aus Geldmangel.
Im Jahr 1555 unterzeichnete Don Joan de Pomar, Abt des Klosters San Victorián, einen Vertrag mit dem Steinmetz Jaques de Anduxes, um die Kirche fertigzustellen; es ist nicht bekannt, warum im folgenden Jahr der Klerus und die Stadt Graus vereinbarten, dass dieser Vertrag in die Hände von Joan Tellet übergehen sollte. Er baute den Portikus der Kirche, den zweiten Abschnitt der Kirche und einige Stufen, die den Portikus mit dem Innenhof verbinden, und er hinterließ seine Signatur auf dem Fries des Portikus. Dort fertigte er eine Tür für die Kapelle San Juan de Letrán an.
Im Jahr 1581 wurde die Kirche vom Kloster San Victorián abgetrennt und von der Stadtverwaltung und dem Bistum Barbastro abhängig gemacht. Dann wurden die Mauern der Kapelle von San Juan de Letran gebaut, deren Fassade einige Jahre zuvor angefertigt worden war. Die Kirche erhielt durch Papst 1810 als erste spanische Kirche den Rang einer Basilica minor verliehen.

### Hospital

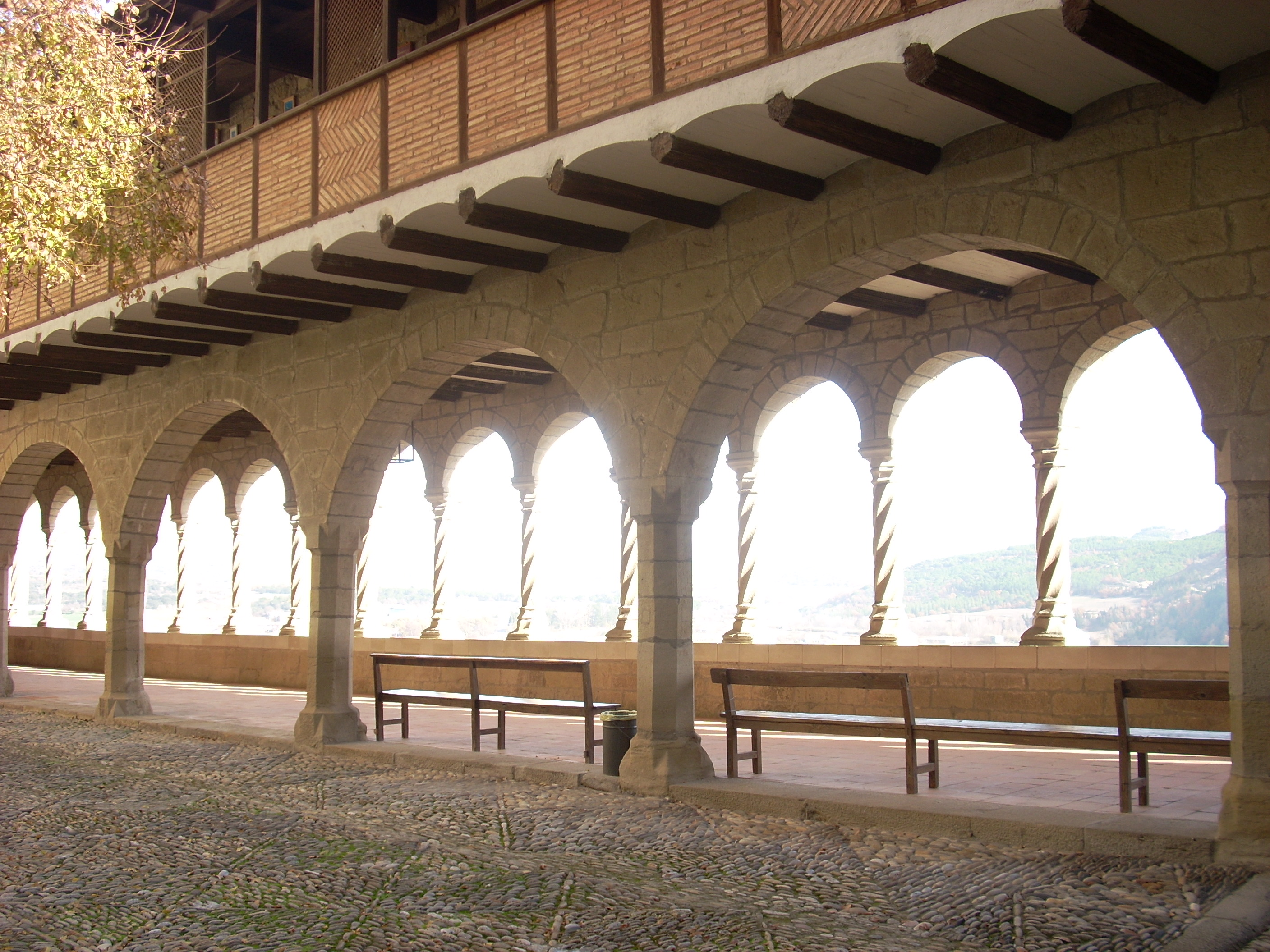
Kreuzgang-Aussichtspunkt des Pilgerkrankenhauses

Von Beginn der Arbeiten an war der Bau eines Krankenhauses und weiterer Räume geplant. Ihr Bau ist später als der der Kirche, da ihre Struktur auf der der Kirche beruht. Wir wissen, dass sie bereits 1595 existierten, aufgrund der Nachricht vom Tod von Don Miguel Cercito, Bischof von Barbastro, der in jenem Jahr „in Graus im Haus Unserer Lieben Frau vom Felsen“ starb. Er war vielleicht der Förderer des Werkes, denn ein Dokument aus dem Jahr 1607 zitiert einen gewissen „Fray Miguel“, der diese Häuser gebaut hat.
Der Aussichtspunkt und der Torbogen über dem Platz hatten eine klare Funktion als Kreuzgang. Es gibt Inschriften in griechischer Sprache, die zur Meditation einladen: einige beziehen sich auf den Kolosserbrief, andere auf die Inschriften des Apollo-Heiligtums in Delphi.

### Kirchenbrand von 1936
Im spanischen Bürgerkrieg wurde die Kirche zusammen mit anderen durch einen Brand wesentlich zerstört. Die Dächer und das Gewölbe des zweiten Abschnitts des Kirchenschiffs stürzten ein, die Altarbilder verbrannten, nur das Altarbild in der Kapelle San Juan de Letrán konnte gerettet werden. Auch die Büste und die Gebeine von Pedro Cedrán gingen damals verloren. Ab 1940 wurde eine erste Restaurierung geplant. Der Architekt Teodoro Ríos wurde mit der Rekonstruktion des Gewölbes und der Dächer beauftragt. Weitere Maßnahmen auch bezüglich des ehemaligen Hospitals und des Kreuzgangs wurden 1974 von Francisco Asarta Ferraz durchgeführt.

## Beschreibung
Die einschiffige Kirche besteht aus zwei Jochen und einem eingezogenen Chor, der mit einem sechseckigen Gewölbe bedeckt ist, über dem sich der Kirchturm mit Turmspitze erhebt. Das chorseitige Joch ist mit einem aufwendigen Sterngewölbe mit Tierceronrippen ausgestaltet, das beim zweiten Joch verloren ist.
Überreste des romanischen Gebäudes zeigen sich insbesondere an der Unterseite der Evangelienwand, wo sich oben eine kleine Tür und kleinere Quadersteine befinden.
Der romanisch anmutende Hochaltar mit zwei Seiten wurde von Esteban de Esmir, Bischof von Huesca zwischen 1641 und 1654, bezahlt. Seine Grabskulptur steht noch heute im Fenster des Chors und betet zu einem verloren gegangenen Altarbild.
Die Eingangstür der Renaissancefassade hat einen Halbkreisbogen und eine reiche Dekoration und wird von Säulen eingerahmt, die durch ein Gebälk verbunden sind. Davor öffnet sich der Portikus auf Korinthischen Säulen. Der Fries trägt die Signatur von Joan Tellet auf zwei Kartuschen neben einem kleinen Kragstein. Über dem Gesims und unter dem Schlussstein der Halbkreisbögen sind die Sockel von drei im Bürgerkrieg zerstörten Statuen erhalten geblieben. An der linken Wand des Portikus befindet sich der Eingang der Kapelle San Juan de Letrán und eine Treppe, die den Säulengang mit dem Innenhof verbindet.